# Dysstroma alborivulata
Dysstroma alborivulata là một loài bướm đêm trong họ Geometridae.